# Хобгоблин

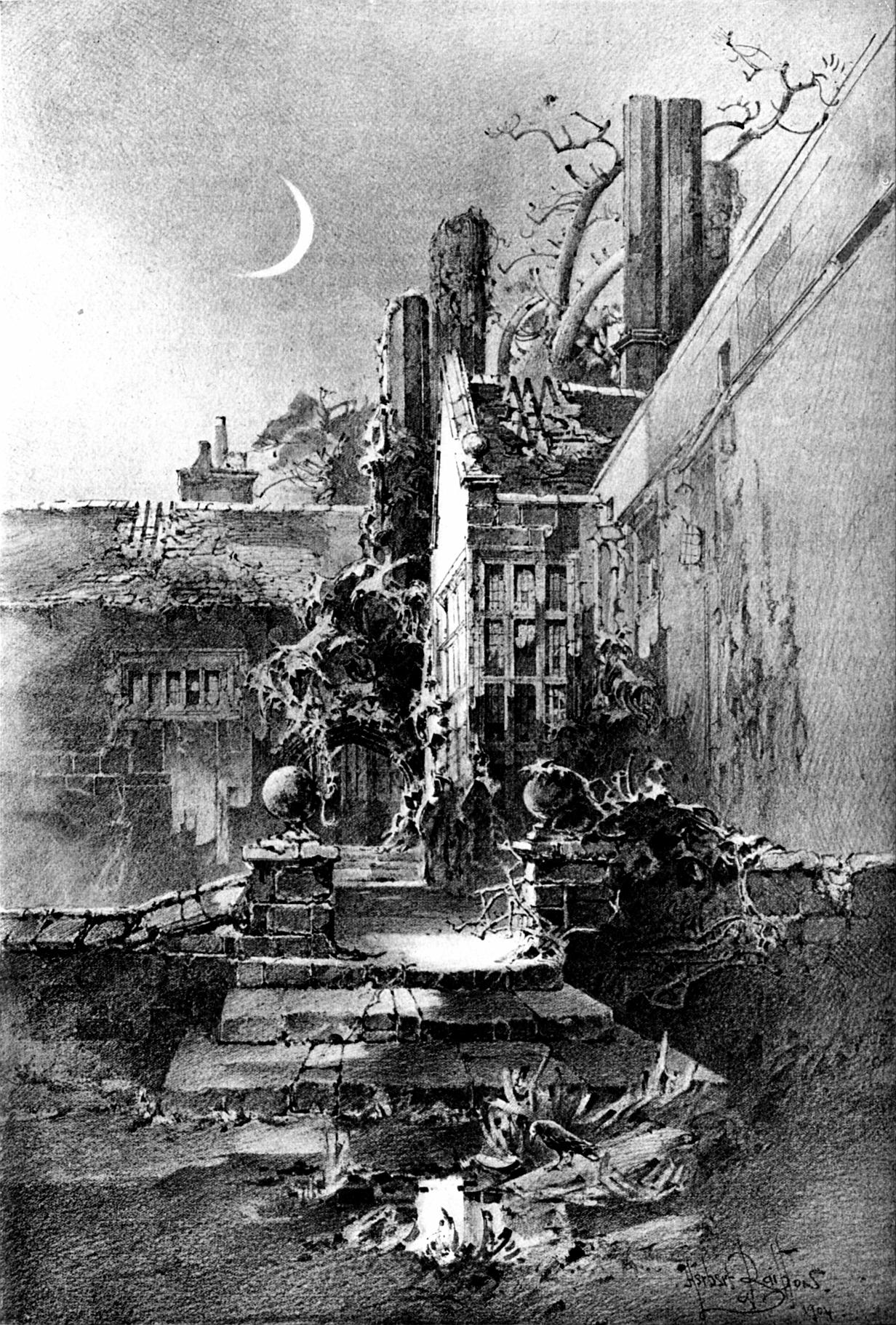
Хобгоблин-холл, рисунок Герберта Рейлтона 1904 года, дом Уильяма Вордсворта, Райдал-Маунт.

Хобгоблин (англ. hobgoblin) — в английском фольклоре мелкий дух, нечто вроде домового, кобольда, лешего или бабая.

## История
Они редко выходят из дома, предпочитая греться у огня. Правда они очень обидчивы, и если уж обижаются, то хозяевам достается по первое число — молоко скисает, одежда рвётся словно сама собой, чисто выметенный пол тут же вновь оказывается грязным. Если отругать хобгоблина за какую-нибудь оплошность, он может сделать так, чтобы обед полностью сгорел, а куры перестали нести яйца. Обиженный хобгоблин утащил с собой все ключи и отказывался их возвращать до тех пор, пока ему не испекли его любимых лепёшек. Ростом они около двух футов, у них смуглая кожа, ходят они либо нагишом, либо в тёмных одеждах. Несмотря на своё добродушие и готовность помочь людям, хобгоблины удостоились сомнительной чести: их нередко путали, а то и намеренно отождествляли с бесами. К примеру, у Джона Беньяна в «Пути паломника» можно найти такую фразу: «ни хобгоблин, ни мерзкий демон».

## В современной культуре
- Хобгоблин — фантастический герой комиксов Marvel.
- Хобгоблин — вид монстров в настольной ролевой игре Dungeons & Dragons, а также в игре Heroes of Might and Magic III.
- Хобгоблины упоминаются в серии романов «Сага о Копье» (англ. DragonLance), разработанной Маргарет Уэйс и Трейси Хикменом; а также в фантастическом романе «Земля Серебряных Яблок» Нэнси Фармер.
- Два персонажа «Леденящих душу приключений Сабрины», Робин и Моль – хобгоблины. У них зелёные волосы и острые уши, они могут двигаться и бегать намного быстрее людей.